# Dicranomyia (Zelandoglochina) pervincta
Dicranomyia (Zelandoglochina) pervincta is een tweevleugelige uit de familie steltmuggen (Limoniidae). De soort komt voor in het Neotropisch gebied.